# بیلبورد ۲۰۰
https://www.youtube.com/watch?v=3f8VokxYQ4A

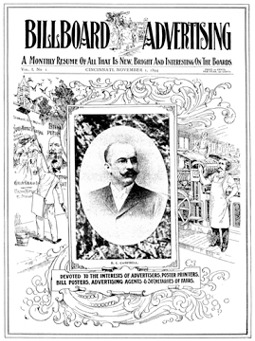
طراح بیلبورد ۲۰۰

بیلبورد ۲۰۰ (به انگلیسی: Billboard 200) جدولی است دویست تایی برای پرفروش‌ترین آثار موسیقی در ایالات متحده آمریکا که شامل آمار فروش آلبوم‌های استودیویی و آلبوم‌های ای‌پی می‌شود، این جدول هر هفته توسط مجله بیلبورد تهیه و تنظیم می‌شود. این جدول بارها سندی بوده‌است برای میزان محبوبیت و شهرت یک هنرمند یا گروه موسیقی.
معیار رده‌بندی این جدول در آمریکا، میزان فروش آلبوم‌هاست که نشانگر میزان استقبال هوادران از آن اثر موسیقی است. هفته معیار در این جدول از دوشنبه هر هفته آغاز و به یکشنبه ختم می‌شود، بدین ترتیب آلبوم‌هایی که میزان فروش بیشتری در طی این مدت داشته باشند در مکان بالاتری قرار می‌گیرند و جدول مربوط نیز در پنجشنبه بعدی منتشر می‌گردد.

## پیشینه
در ۱۹۴۵ مجله بیلبورد، انتشار جدول موسیقی آلبوم‌ها را آغاز کرد که در ابتدا این جدول تنها شامل ۵ اثر می‌شد. این جدول هفتگی نبود بلکه به‌طور نامنظمی در میان سه یا پنج یا حتی هر هفت هفته منتشر می‌شد. در ۱۹۵۵، بیلبورد تصمیم گرفت تا جدول را به‌طور منظم هر دو هفته یک‌بار منتشر نماید، که این بار به تعداد خانه‌های جدول ۱۰ خانه دیگر نیز افزوده شد و جدول به صورت ۱۵تایی عرضه گشت. معیار گزینش در این جدول نیز همان میزان فروش آلبوم  در آمریکا بود.
در سال ۱۹۵۶، انفجار موسیقی سبک راک ان رول در میان هوادارن، بیلبورد را بر آن داشت تا جدولی هفتگی را منتشر کند، سرانجام در ۲۴ مارس ۱۹۵۶ جدولی هفتگی از پرفروش‌ترین آلبوم‌های موسیقی توسط بیلبورد منتشر شد که تعداد خانه‌های این جدول بین ۱۰ تا ۳۰ متغیر بود. اولین آلبومی که در اولین شماره این جدول به مقام نخست دست یافت آلبوم بلافونته از هری بلافونته بود. این جدول دو بار تغییر نام داد، نخست در اواخر سال ۱۹۵۶ عنوان بهترین فروش البوم‌های پاپ بدان داده شد و در ۱۹۵۷ این جدول به بهترین فروش آلبوم‌های ال‌پی پاپ تغییر نام داده شد.
در ۲۵ مه ۱۹۵۹، این جدول به دو بخش تقسیم شد، یکی با عنوان بهترین فروش آلبوم‌های استریوفونیک برای آلبوم‌های استریویی که شامل ۳۰ خانه می‌شد و دیگر جدولی با عنوان بهترین فروش آلبوم‌های مونوفونیک که شامل جدولی ۵۰ خانه‌ایی می‌شد. اما در ۱۹۶۰، این جدول‌ها به عناوین استریو اکشن چارت و مونو اکشن چارت تغییر نام پیدا کردند. جدول نخست شامل ۳۰ خانه و جدول دوم از ۴۰ خانه تشکیل می‌شد.
این جدول‌ها دو بار دیگر نیز تغییر نام داده شدند تا اینکه سرانجام در ۱۷ اوت ۱۹۶۳، این دو جدول به یک جدول تبدیل شدند و عنوان برترین‌های ال‌پی بر آن گذاشته شد. جدول دارای ۱۵۰ رده بود که در آوریل ۱۹۶۷ به ۱۷۵ رده ارتقا پیدا کرد و همچنان معیار گزینش میزان فروش آلبوم‌ها بود.
سرانجام در ۱۳ مه ۱۹۶۷، جدول مزبور به شکل امروزی‌اش که شامل ۲۰۰ خانه می‌شود، درآمد. در طول زمان چندین بار عنوان جدول تغییر کرد تا اینکه در ۱۴ مارس ۱۹۹۲ عنوان بیلبورد ۲۰۰ برای آن برگزیده شد و این نام تا به امروز پابرجاست.

## هنرمندان برجسته در بیلبورد ۲۰۰
آلبوم نیمه تاریک ماه (The Dark Side Of The Moon) از گروه پینک فلوید (pink floyd)برای ۷۴۱ هفتهٔ پیاپی (۱۴ سال) در جدول موسیقی آلبوم‌ها در آمریکا، بیلبورد ۲۰۰، باقی‌ماند که طولانی‌ترین زمان برای هر آلبومی در تاریخ است.

### هنرمندان تاپ ۱۰
- رولینگ استونز (۳۶ بار)
- فرانک سیناترا (۳۲ بار)
- بیتلز (۳۱ بار)
- باربارا استرایسند (۳۰ بار)
- الویس پریسلی (۲۸ بار)

### هنرمندان شماره یک
- بیتلز (۱۹ بار)
- جی-زی (۱۱ بار)
- الویس پریسلی (۱۰ بار)
- بروس اسپرینگستین (۹ بار) (به همراه)
- رولینگ استونز (۹ بار) (به همراه)
- باربارا استرایسند (۹ بار) (به همراه)
- لد زپلین (۷ بار) (به همراه)
- التون جان (۷ بار) (به همراه)
- مدونا (۷ بار) (به همراه)
- یوتو (۷ بار) (به همراه)

### هنرمندانی که چند هفته شماره یک بوده‌اند
- بیتلز (۱۳۲ هفته)
- الویس پریسلی (۶۷ هفته)
- مایکل جکسون (۵۱ هفته)
- گارث بروکس (۵۱ هفته)
- ویتنی هوستون (۴۶ هفته)
- کینگ استون (۴۶ هفته)

## آلبوم‌های برجسته
- وست ساید استوری - موسیقی متن (۵۴ هفته) ۱۹۶۲
- تریلر ـ مایکل جکسون (۳۷ هفته) ۱۹۸۲